# Ars Magna (Cardano)

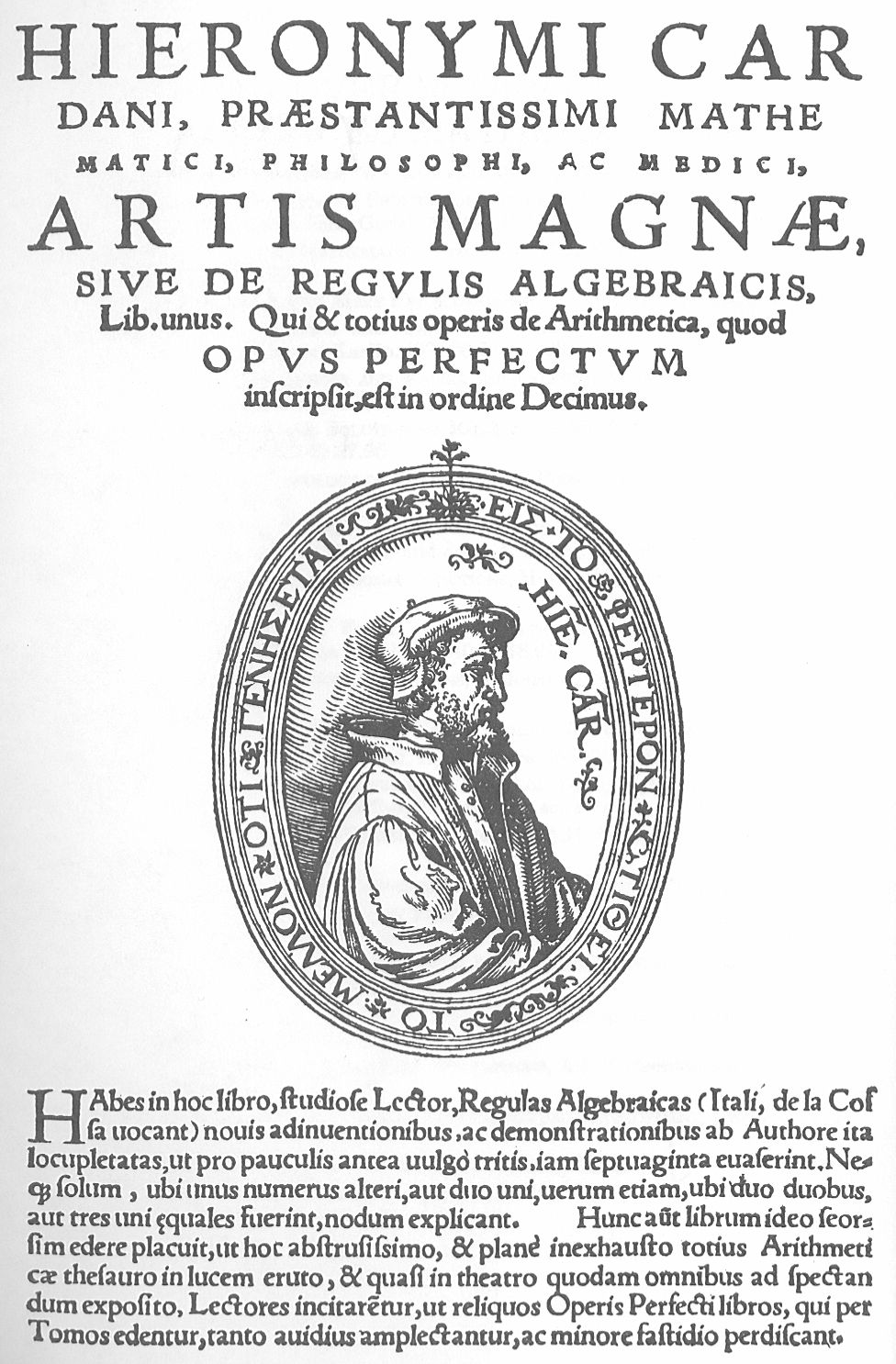
Titelseite der Ars Magna von Cardano

Die Ars Magna von Gerolamo Cardano (1501 – 1576) ist ein bedeutendes Buch über Algebra, das in lateinischer Sprache verfasst wurde. Es wurde 1545 erstmals veröffentlicht unter dem Titel Artis Magnae, Sive de Regulis Algebraicis Liber Unus (Buch Nummer eins der Großen Kunst – Über die Regeln der Algebra). 1570, noch zu Lebzeiten Cardanos, kam eine zweite Auflage heraus. Das Buch wird zu den drei wichtigsten wissenschaftlichen Abhandlungen der frühen Renaissance gezählt, neben De revolutionibus orbium coelestium von Nikolaus Kopernikus und  De humani corporis fabrica von Andreas Vesalius. Die ersten Ausgaben dieser drei Werke erschienen in einem Zeitraum von nur zwei Jahren (1543 – 1545).

## Geschichte
Im Jahre 1535 fand Niccolò Tartaglia ein Lösungsverfahren für kubische Gleichungen der Form {\displaystyle x^{3}+ax=b} (mit {\displaystyle a,b>0}). Tartaglia beschloss jedoch, seine Methode geheimzuhalten. 1539 veröffentlichte Cardano, damals Dozent für Mathematik an den Scuole Piattine (Schulen der Familie Piatti) in Mailand, sein erstes mathematisches Buch, Practica arithmetice et mensurandi singularis (Einzigartige Praxis der Arithmetik und des Messens). Im gleichen Jahr bat er Tartaglia, ihm seine Methode zur Lösung kubischer Gleichungen zu erklären. Tartaglia erklärte sich nach einigem Zögern dazu bereit, bat aber Cardano, diese Information nicht anderen mitzuteilen, bevor er sie selbst veröffentlichte. In den folgenden Jahren befasste sich Cardano mit dem Problem, Tartaglias Formel auf andere Typen von kubischen Gleichungen auszuweiten. In dieser Zeit fand sein Schüler Lodovico Ferrari eine Möglichkeit, auch quartische Gleichungen zu lösen. Ferraris Methode beruhte aber auf der von Tartaglia, da sie eine kubische Hilfsgleichung verwendete. Auch wurde sich Cardano der Tatsache bewusst, dass Scipione del Ferro Tartaglias Formel schon vor diesem entdeckt hatte. Dadurch wurde Cardano angeregt, die Ergebnisse zu veröffentlichen.

## Inhalt
Das Buch ist in 40 Kapitel unterteilt und enthält die ersten veröffentlichten algebraischen Lösungen von kubischen und quartischen Gleichungen. Cardano erwähnt, dass Tartaglia ihm die Formel für einen Typ kubischer Gleichungen mitgeteilt habe und dass diese Formel bereits von Scipione del Ferro entdeckt worden sei. Ebenso schreibt er, dass es Ferrari war, der einen Weg zur Lösung quartischer Gleichungen fand.
Im Kapitel V befasst sich Cardano mit quadratischen Gleichungen. Anhand von 10 gelösten Beispielen (mit geometrischer Deutung) wird für verschiedene Fälle die Lösung demonstriert.
In den Kapiteln IX und X werden Gleichungssysteme mit zwei Gleichungen und zwei Unbekannten (linear und nicht-linear) behandelt.
Die Kapitel XI bis XXIII befassen sich mit 13 Fällen von kubischen Gleichungen, von Gleichungen des Typs {\displaystyle x^{3}+bx=c} bis zu Gleichungen des Typs {\displaystyle x^{3}+ax^{2}+c=bx}. Diese umfangreiche Fallunterscheidung war nötig, da zu Cardanos Zeit negative Zahlen nicht allgemein anerkannt waren. So bedeutete beispielsweise die Kenntnis einer Lösung von {\displaystyle x^{3}+ax=b} noch nicht, dass man eine Gleichung des Typs {\displaystyle x^{3}=ax+b} lösen konnte (jeweils unter der Voraussetzung {\displaystyle a,b>0}).
Cardano erklärt auch, wie sich Gleichungen der Form {\displaystyle x^{3}+ax^{2}+bx+c=0} in kubische Gleichungen ohne quadratischen Term verwandeln lassen. Auch hier hat er mehrere Fälle zu  betrachten.
In der Ars Magna erscheint das Konzept der mehrfachen Nullstelle (Wurzel) zum ersten Mal (Kapitel I). Das erste von Cardano angegebene Beispiel einer Gleichung mit einer mehrfachen Wurzel ist {\displaystyle x^{3}=12x+16}. Diese Gleichung hat die doppelte Wurzel {\displaystyle -2}.
Die Ars Magna enthält erstmals komplexe Zahlen (Kapitel XXXVII). Die von Cardano gestellte Aufgabe, die auf eine Quadratwurzel aus einer negativen Zahl führt, ist folgende: Finde zwei Zahlen, deren Summe gleich 10 und deren Produkt gleich 40 ist. Die Lösungen sind {\displaystyle 5+{\sqrt {-15}}} und {\displaystyle 5-{\sqrt {-15}}}. Cardano nennt das „sophistisch“, weil er keinen wirklichen Sinn in diesen Termen sieht, schreibt aber kühn „Trotzdem werden wir damit rechnen“. Er bestätigt durch formale Rechnung, dass das Produkt der gefundenen Zahlen wirklich gleich 40 ist. Cardano bezeichnet diese Antwort als „so subtil wie nutzlos“.
Es ist aber ein verbreitetes Missverständnis, dass Cardano komplexe Zahlen zur Lösung kubischer Gleichungen verwendet haben soll. Cardanos Formel zur Lösung der reduzierten kubischen Gleichung {\displaystyle x^{3}+px+q=0} ist (in moderner Schreibweise)
{\displaystyle {\sqrt[{3}]{-{\frac {q}{2}}+{\sqrt {{\frac {q^{2}}{4}}+{\frac {p^{3}}{27}}}}}}+{\sqrt[{3}]{-{\frac {q}{2}}-{\sqrt {{\frac {q^{2}}{4}}+{\frac {p^{3}}{27}}}}}}.}
Für negatives {\displaystyle p} könnten hier auch Quadratwurzeln aus negativen Zahlen auftreten. Cardano vermeidet dies aber durch seine Fallunterscheidungen.
Im Kapitel XXXIX werden quartische Gleichungen (Gleichungen 4. Grades) behandelt.

## Schreibweise
Unsere moderne Schreibweise algebraischer Terme wurde erst nach Cardano entwickelt, insbesondere von François Viète. Bei Cardano bedeutet cubus (Würfel, Singular) {\displaystyle x^{3}}, quadrati (Quadrate) steht für {\displaystyle ax^{2}} mit {\displaystyle a>0}, res (Dinge) für {\displaystyle bx} mit {\displaystyle b>0}, numerus für eine (positive) Zahl. Addition wird mit p. (plus) ausgedrückt, Subtraktion mit m. (minus). Bei den quartischen Gleichungen im vorletzten Kapitel wird die vierte Potenz der Unbekannten ({\displaystyle x^{4}}) als quadrati quadratum bezeichnet und mit quad. quad. abgekürzt. Für die Quadratwurzel verwendet Cardano den Buchstaben R in abgewandelter Form.